# Watanabe Seitei
Watanabe Seitei , également transcrit Watanabe Shōtei (渡辺 省亭, Watanabe Seitei, 18 janvier 1851 - 2 avril 1918) est un peintre nihonga et l'un des premiers artistes japonais à se rendre en Europe où il visite l'Exposition Universelle de Paris (1878) et reçoit une distinction. Shōtei a mêlé le réalisme occidental aux couleurs et nuances délicates de l'école Maruyama-Shijō, introduisant une nouvelle approche dans le kachō-ga (images d'oiseaux et de fleurs).

## Biographie et œuvre
Watanabe Seitei, dont le nom à la naissance était Yoshikawa Yoshimata, a été adopté par la famille de son ami le lettré Watanabe Koshi. Ses premières études ont été réalisées à l'âge de seize ans sous la direction de Kikuchi Yōsai (1788–1878) ; il a passé ensuite une brève période dans l'atelier du peintre Shibata Zeshin (1807–1891).

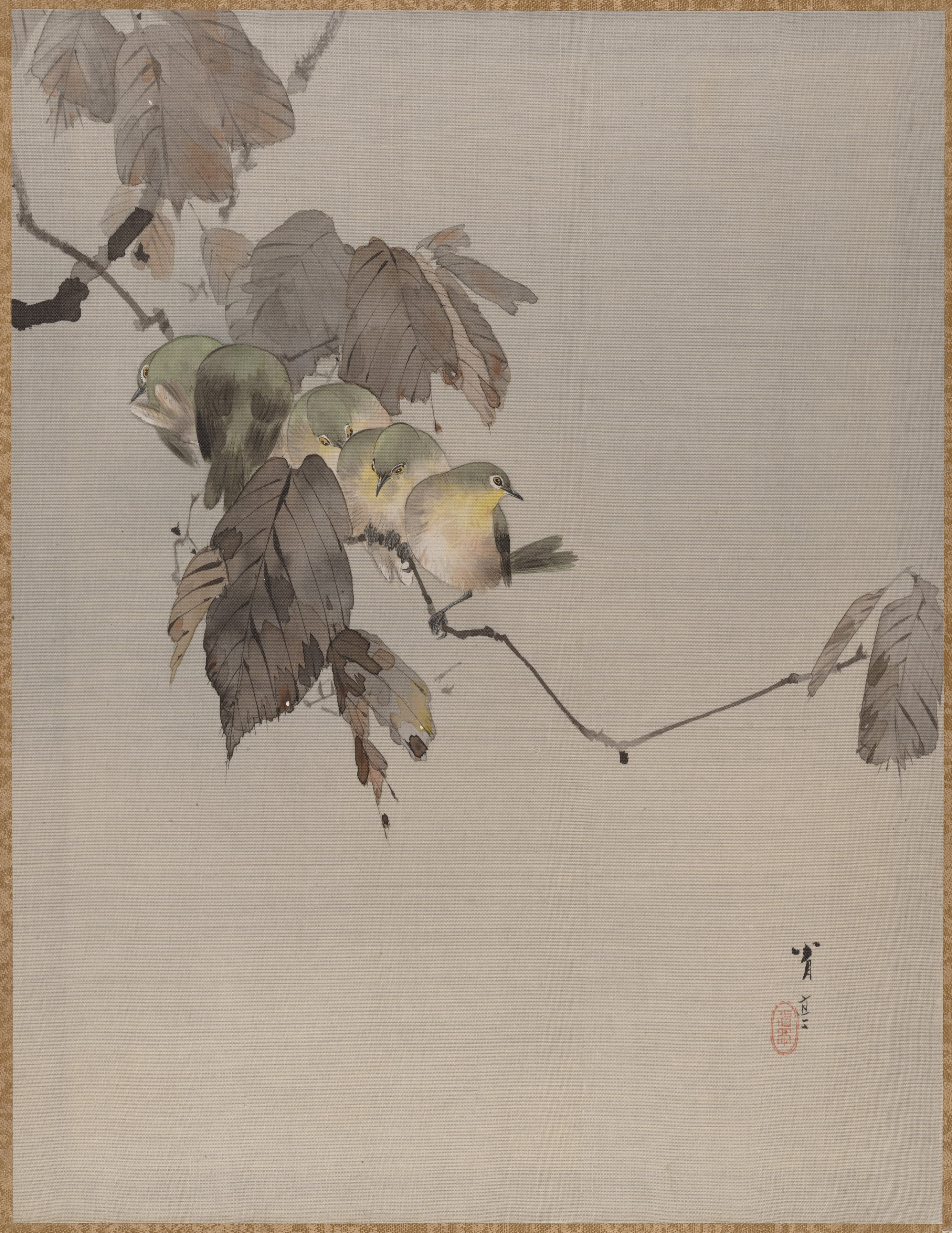
Des oiseaux sur une branche, vers 1887. Encre et couleurs sur soie, 35.6 x 27.3 cm. Metropolitan Museum of Art

En 1878 il voyagea aux États-Unis et en Europe, demeurant à Paris pour trois ans, devenant ainsi le premier artiste nihonga à vivre en Europe dans le but d'étudier la peinture occidentale.
Les voyages à l'étranger étaient extrêmement difficiles pour les artistes japonais au début de l'ère Meiji (1868-1912), et on ignore comment Shōtei y est parvenu. Quelques années auparavant, en 1875, il avait produit des motifs pour une société d'exportation, qui lui a sans doute fourni les contacts nécessaires. Son œuvre a bénéficié d'une grande popularité en Occident, et un grand nombre de ses estampes sont conservées dans des collections américaines ou européennes ,.

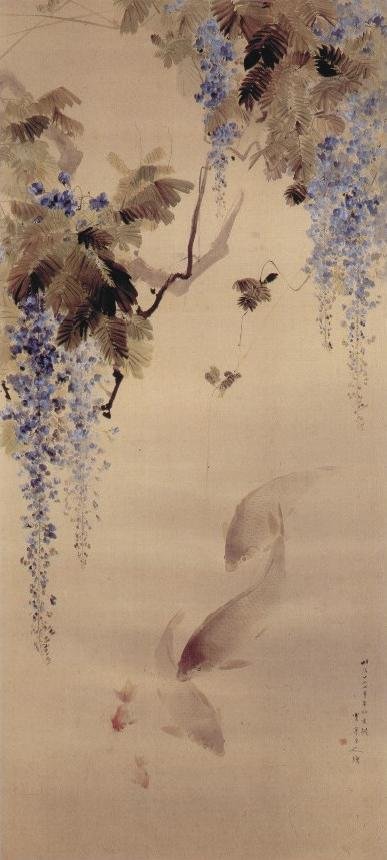
Eté. Glycine en fleur et poisson, 1891. Rouleau suspendu. Encre et couleurs sur soie, 167,5 x 78,5 cm. Musée national de Cracovie.

À son retour d'Europe, Watanabe Seitei a créé des motifs pour des céramiques et des objets cloisonnés, travaillant avec l'artiste Namikawa Sosuke (1847–1910), ce qui lui valut une réputation internationale. Il a maintenu un niveau important de production de peintures et d'illustrations, parmi lesquelles trois albums: Shōtei kacho gafu (« Album d'images d'oiseaux et de fleurs de Shōtei »), 1890–91 ; Kacho gafu (« Album d'oiseaux et de fleurs »), 1903 ; et une dernière série intitulée également Shōtei kacho gafu en 1916. 
Watanabe Seitei a également édité et contribué à la revue d'art Bijutsu Sekai (Le Monde de l'art), dont le premier numéro a été publié par Wada Tokutaro en 1890 et imprimé par Yoshida Ichimatsu avec des gravures réalisées par Goto Tokujiro. Outre Watanabe Seitei et Yoshitoshi Kyosai, une dizaine d'artistes y avaient contribué. 

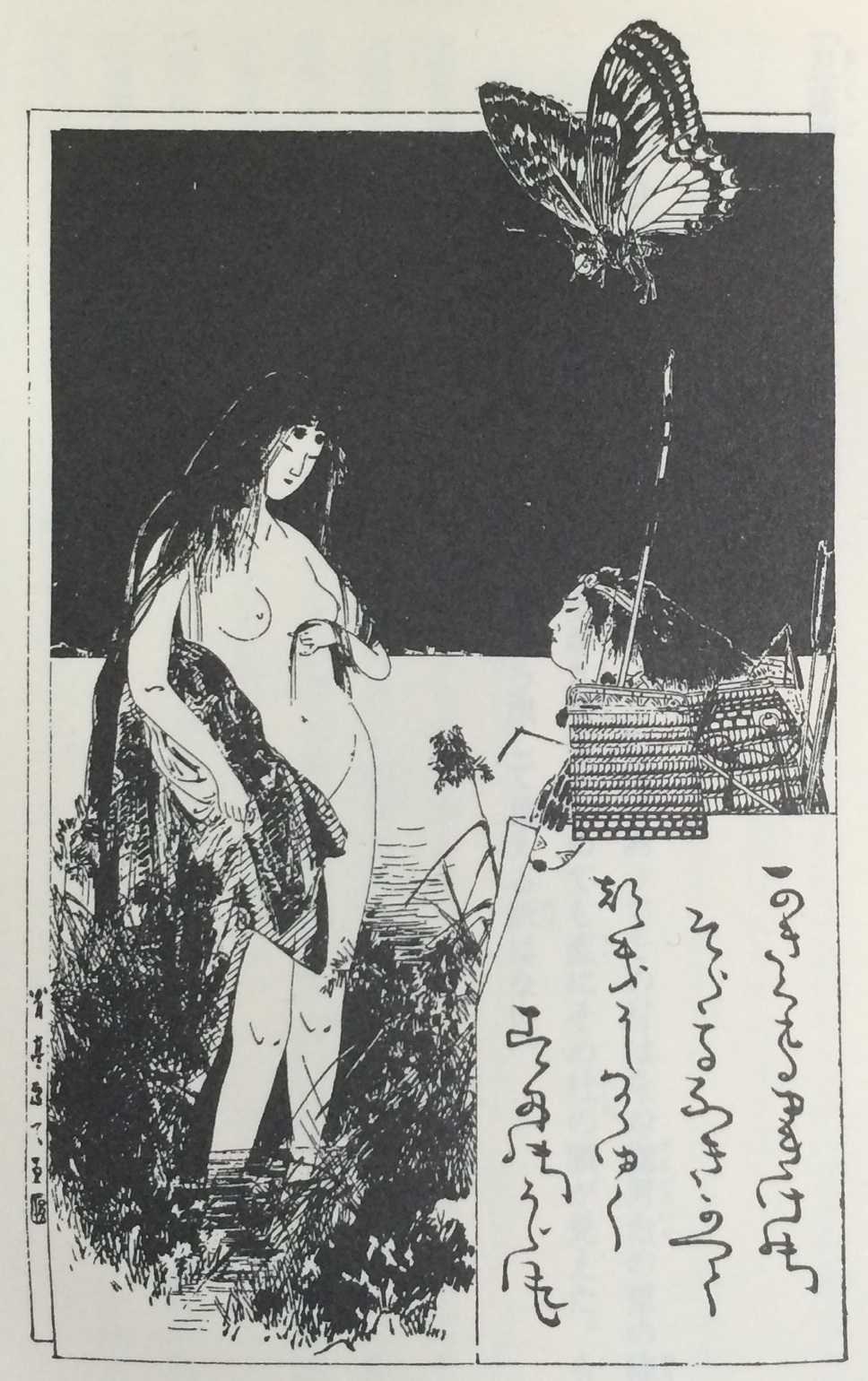
Illustration pour Kochō (« Papillon ») de Yamada Bimyō, dans le magazine Kotominomoyu, numéro de janvier 1889
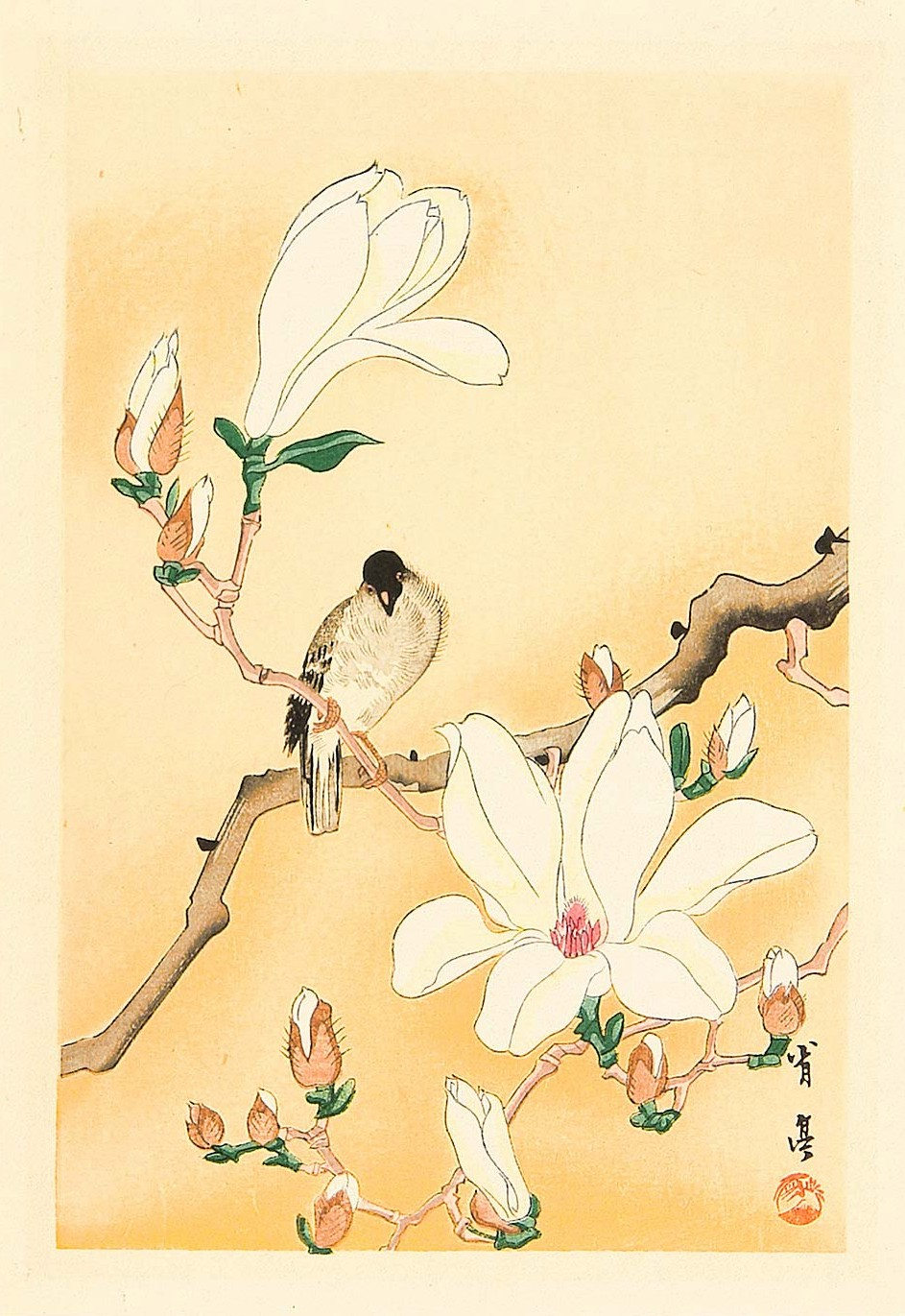
Oiseau et Magnolia
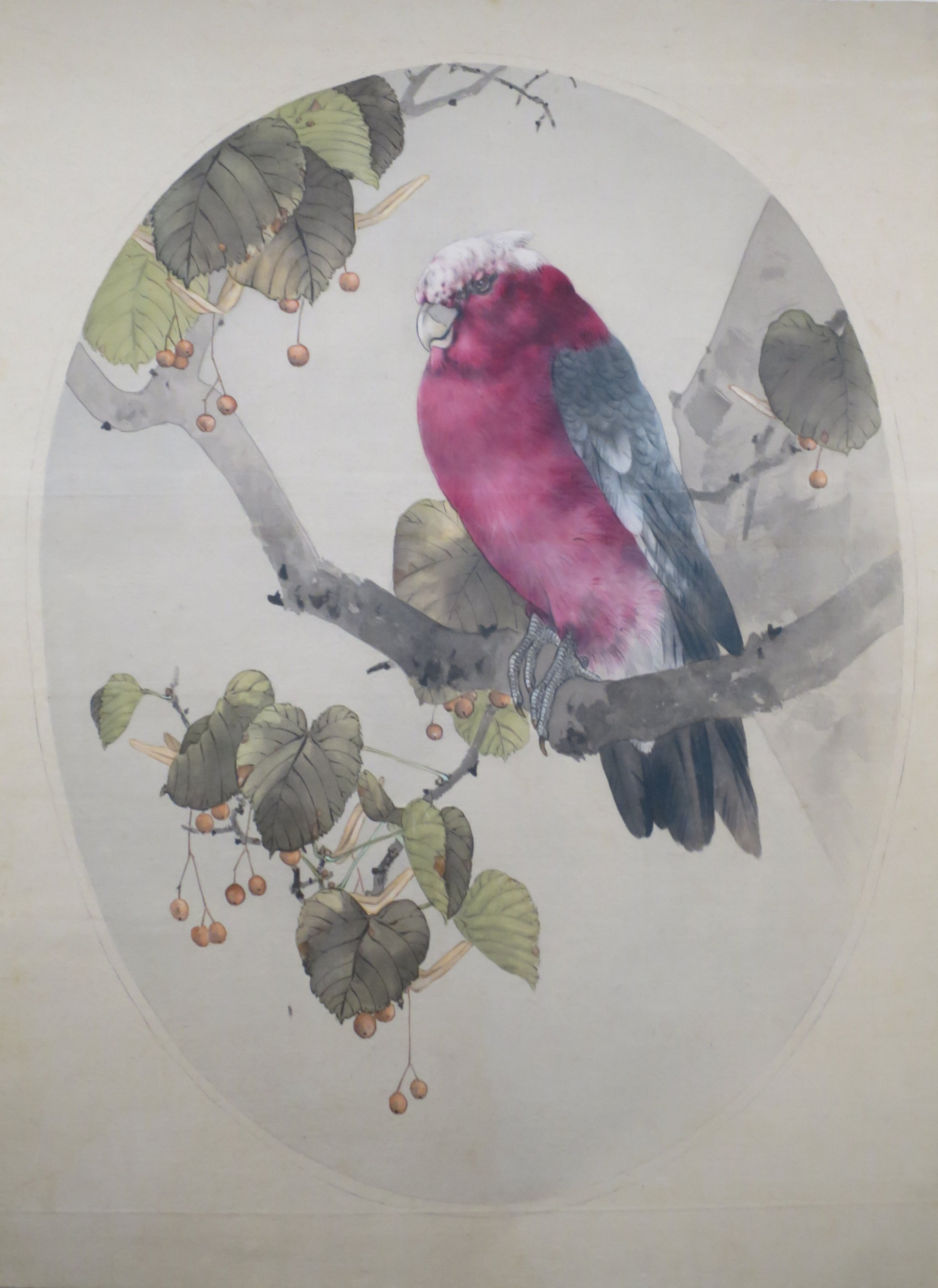
Cacatoès rose sur un tilleul japonais. 1906
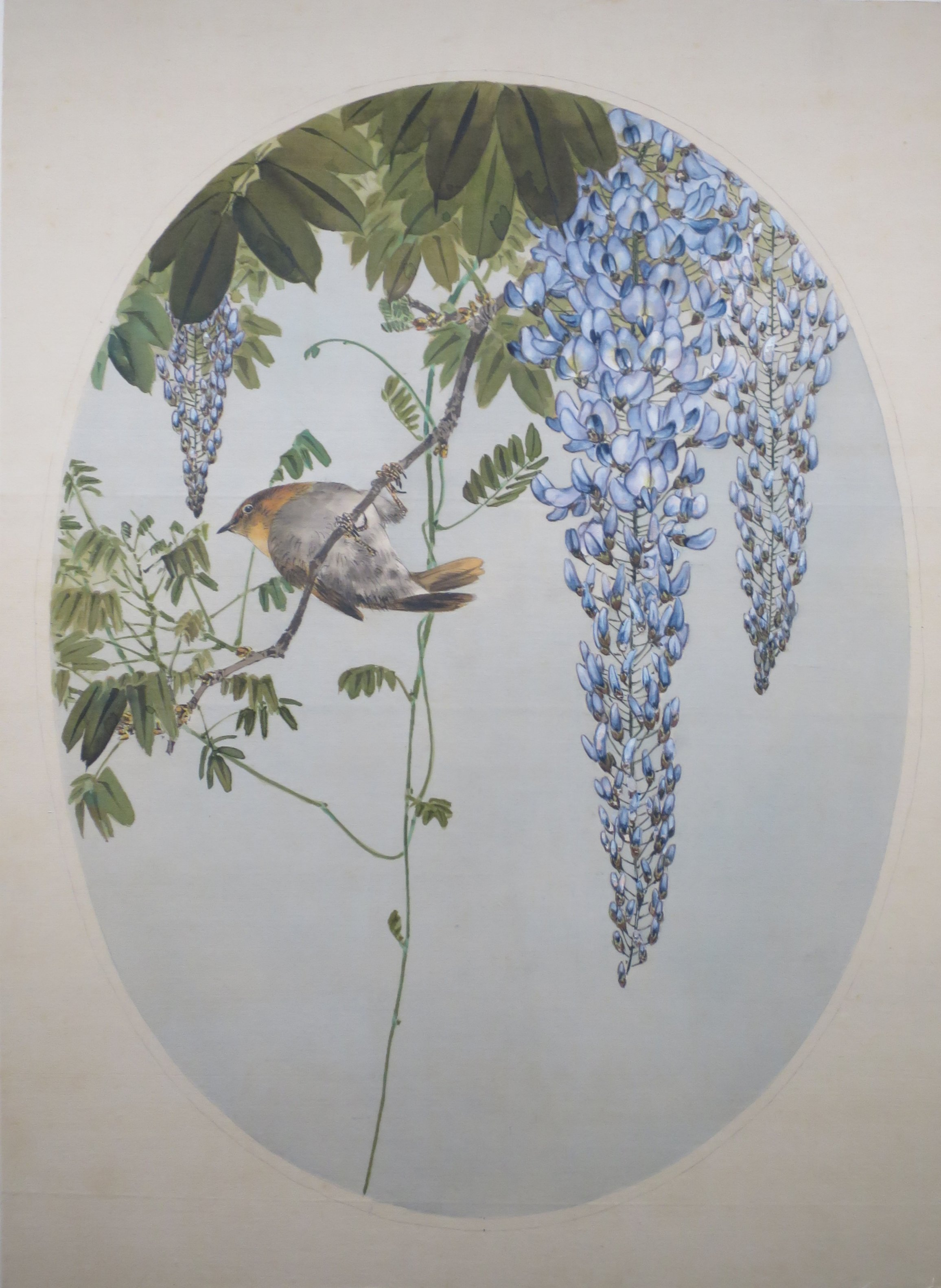
Rouge-gorge dans la glycine. Tirée de l'album Fleurs et oiseaux
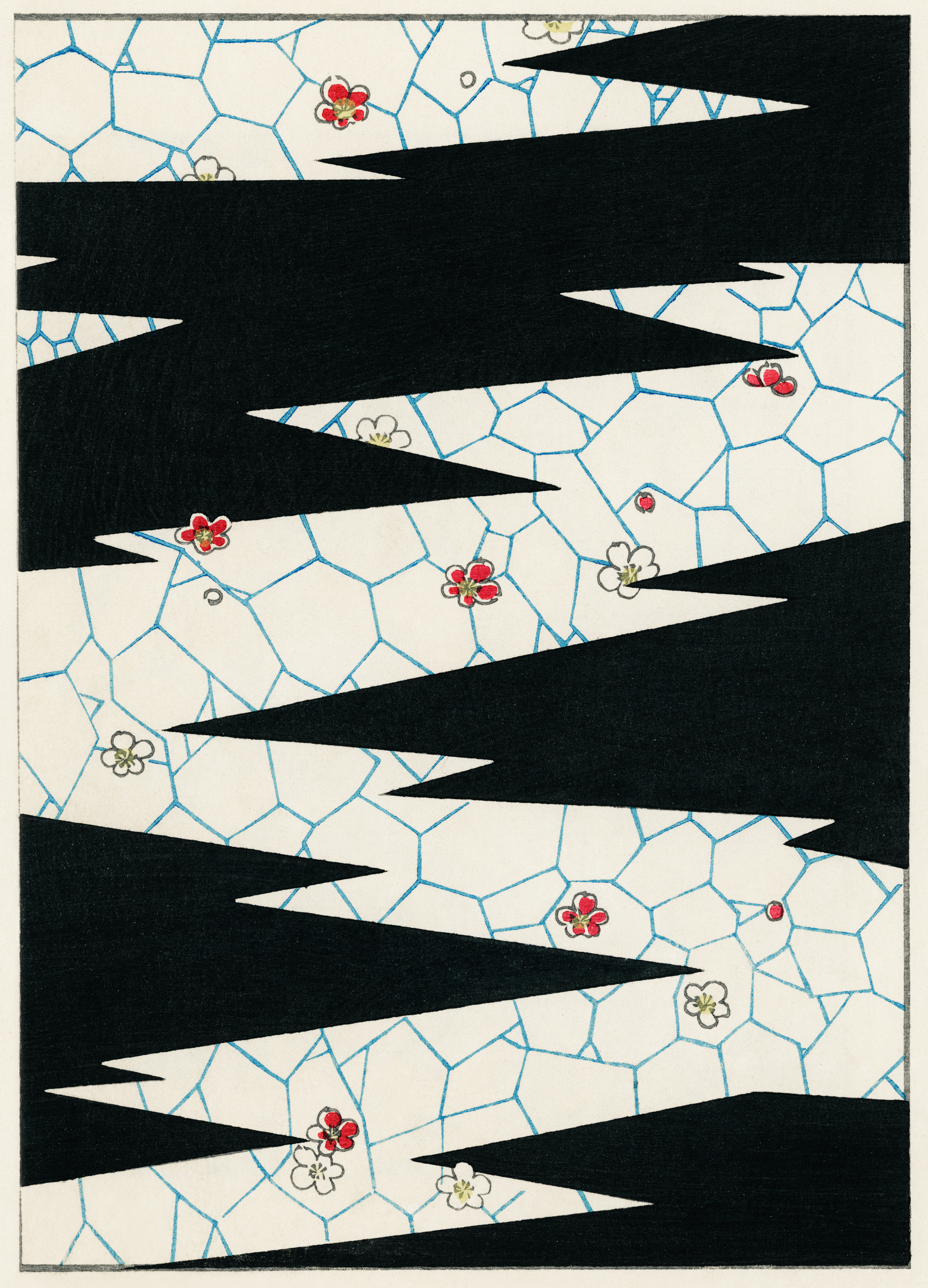
Fleurs sur un passage. Illustration tirée de la revue d'art Bijutsu Sekai  (Monde de l'Art) (1893-1896)
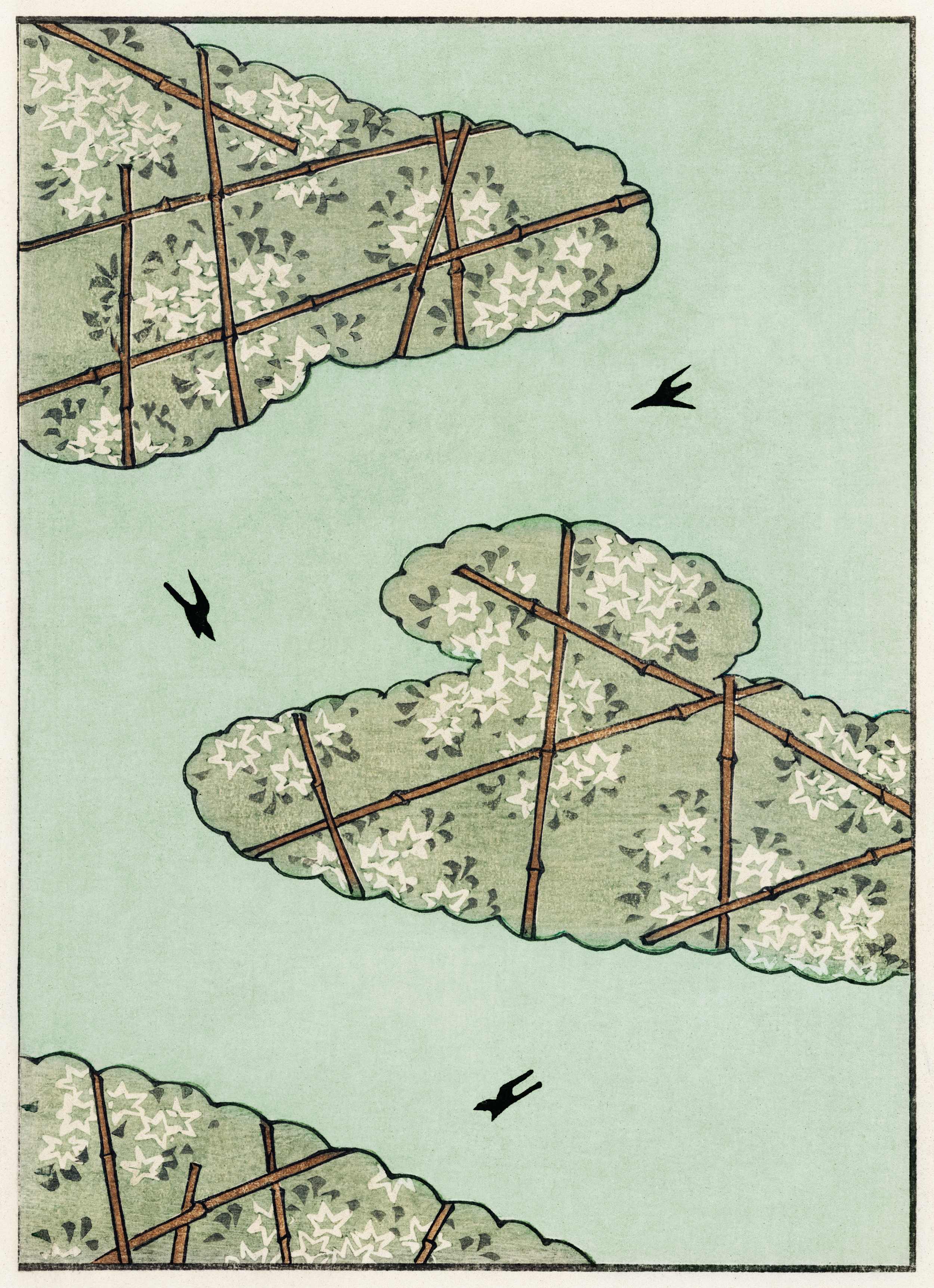
Ciel. Illustration tirée de la revue d'art Bijutsu Sekai  (Monde de l'Art) (1893-1896)
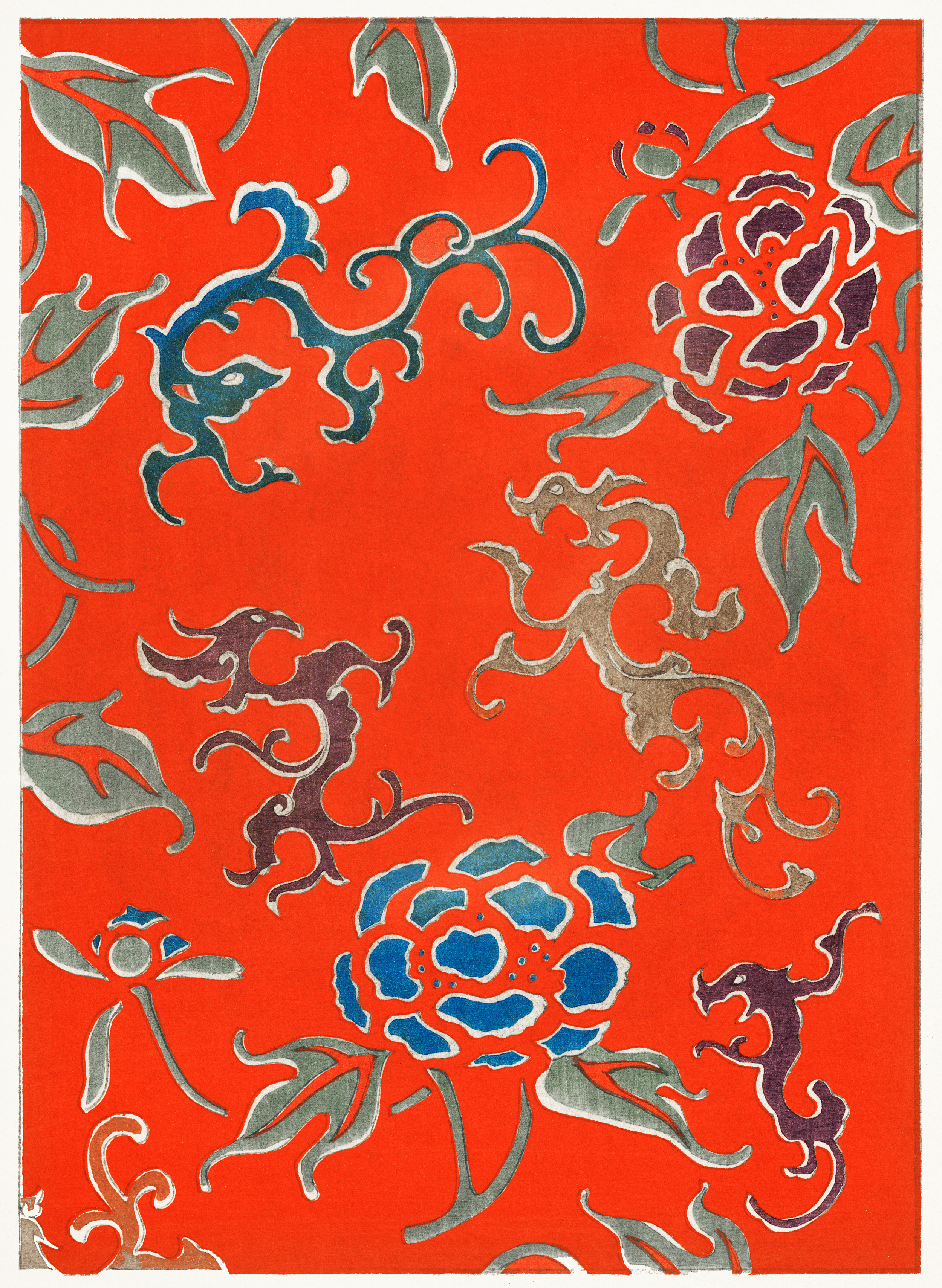
Motif floral. Illustration tirée de la revue d'art Bijutsu Sekai  (Monde de l'Art) (1893-1896)

Durant sa vie, il a reçu de nombreuses distinctions au Japon et dans des expositions internationales. Il est devenu une source d'inspiration pour la génération suivante d'artistes Nihon-ga, notamment Mizuno Toshikata (1866–1908) et Kiyokata Kaburagi (1878–1973).